# Born a Lion
Born a Lion är den  kanadensiska rockgruppen Danko Jones' debutalbum, utgivet på CD och LP 2002 på skivbolaget Bad Taste Records. I Kanada utgavs skivan på CD av Universal Music.

## Låtlista
1. "Play the Blues" – 2:51
2. "Lovercall" – 2:53
3. "Sound of Love" – 3:50
4. "Papa" – 3:14
5. "Soul on Ice" – 3:27
6. "Word Is Bond" – 3:45
7. "Way to My Heart" – 3:12
8. "Caramel City" – 3:17
9. "Get Outta Town" – 1:56
10. "Suicide Woman" – 3:19
11. "Love Is Unkind" – 4:16
12. "The Rules" (bonuslåt)
13. "My Time is Now" (bonuslåt)

## Singlar

### Sound of Love
1. "Sound of Love"
2. "The Rules"
3. "My Time Is Now"

### Lovercall
1. "Lovercall"
2. "Bid Bed"
3. "Starlicker"

## Listplaceringar
| Lista (2002) | Topplacering |
| ------------ | ------------ |
| Sverige      | 60           |

### Fotnoter
1. ↑  ”Born a Lion”. Discogs.com. http://www.discogs.com/Danko-Jones-Born-A-Lion/master/74555. Läst 5 maj 2012.
2. ↑  Placeringar på den svenska albumlistan